# Mimetebulea arctialis
Mimetebulea arctialis là một loài bướm đêm trong họ Crambidae. Chúng là loài duy nhất trong chi Mimetebulea